# 布袋町
布袋町（ほていちょう）は、かつて愛知県丹羽郡にあった町。
現在の江南市の南部である。

## 歴史
戦国時代の生駒屋敷は、布袋町内の小折（現・江南市小折町）に所在し、織田信長の側室吉乃及び長男織田信忠、次男織田信雄、長女徳姫（五徳）は生駒屋敷にて出生したといわれている。
江戸時代は、ほとんどが尾張藩領であった。明治以後、丹羽郡役所他の行政機関が置かれ、丹羽郡の中心となった。現在でも江南警察署（旧・布袋町大字木賀＝江南市木賀町）、江南保健所（旧・布袋町大字小折＝江南市布袋町）などは江南市制前の布袋町の区域内に所在するが、現在の江南市役所本庁は江南駅（旧・古知野駅）近隣の赤童子町（旧・古知野町大字赤童子）に所在し、布袋駅前の布袋ふれあい会館内に江南市役所布袋支所がある。
- 1878年（明治11年） - 丹羽郡小折村が分離し、小折村（現在の江南市小折町など）と布袋野村（現在の江南市布袋町など）になる。
- 1889年（明治22年）10月1日 - 丹羽郡小折村、布袋野村、五明村、曾本村が合併し、小折村になる。
- 1894年（明治27年）11月26日 - 小折村が町制施行し、布袋町になる。
- 1906年（明治39年）5月1日 - 丹羽郡布袋町に秋津村の一部（旧・安良村、寄木村、東大海道村、力長村、今市場村）、栄村の一部（旧・木賀村、中奈良村）が編入される。秋津村の残りの部分（山王・石枕・尾崎・北野）及び栄村赤童子はこのとき古知野町に編入され、1954年（昭和29年）の合併により江南市の一部となった。
- 1912年（大正元年）8月6日 - 名鉄犬山線開業。布袋駅設置。
- 1922年（大正12年）3月24日 - 大字小折（現・江南市北山町）に丹羽高等女学校（現・尾北高校）開校。
- 1935年（昭和10年）1月 - 大字小折（現・江南市布袋町）に愛北病院（現・江南厚生病院の前身の一つ）開院。
- 1954年（昭和29年）6月1日 - 丹羽郡古知野町、葉栗郡宮田町、草井村と合併し江南市が発足。同日、布袋町廃止。

なお、「江南市布袋町」は昭和後期までは「布袋町大字小折」を経て「江南市大字小折」に含まれており、「大字小折」の分割による町名変更に際して小折町、北山町などと同時期に「布袋町」となった。

## 交通
- 名古屋鉄道犬山線
  - 布袋駅

## 学校
- 県立尾北高校
- 布袋町立布袋中学校
- 布袋町立布袋小学校
- 布袋町立布袋北小学校

町立の小中学校は「布袋町立」が「江南市立」に変わった以外には校名の変更無く、江南市に継承されている。